# Ладышкино (Рязанская область)
Ладышкино — деревня в Шиловском районе Рязанской области в составе Ерахтурского сельского поселения.

## Географическое положение
Деревня Ладышкино расположена на Окско-Донской равнине на левом берегу реки Таловки в 55 км к северо-востоку от пгт Шилово. Расстояние от деревни до районного центра Шилово по автодороге — 73 км.
С севера, востока и юга почти вплотную к деревне подступает значительный лесной массив; к северу от нее расположены урочища Литвиновская Гора и Паника, к югу — урочища Муров-Листья, Горачева Речка, Синицино и овраг Ламур; к западу реки Исток и Ока с целой системой пойменных озер, наиболее крупные из которых — Ламур, Лопата, Тыком, Тынок и т.д. Ближайшие населенные пункты — село Рубецкое и деревня Мордасово.

## Население
| 1859 | 1897 | 1906 | 2010 |
| ---- | ---- | ---- | ---- |
| 512  | ↘500 | ↗686 | ↘49  |

## Происхождение названия
В исторических документах название деревни варьируется как Ладышкино, Ладыжкина, Лодыгино, Левино, Львино при речке Таловке. Происхождение названия деревни Ладышкино на сегодняшний день неизвестно. Вероятнее всего (по мнению краеведа А. В. Бабурина), в его основе лежит фамилия или прозвище первопоселенца либо владельца. Но документов, подтверждающих эту версию, найти пока не удалось.
Интересно, что в писцовых книгах Петра Воейкова за 1628—1629 гг. упоминается крестьянин Рубецкой волости Костентин Симонов сын Ладышкин, сделавший вклад в Покровскую церковь села Рубецкого — письменное Евангелие с изображениями евангелистов.
Т. Ф. Ведина в «Словаре фамилий» отмечает, что фамилия Ладыгин происходит от забытого ныне православного имени Лаодикий, что в переводе с греческого laos — народ и dike — справедливость, законность.

## История
Поблизости от деревни Ладышкино археологами обнаружены остатки двух стоянок эпохи позднего неолита и бронзового века, а также славянские курганы X—XII вв.

Впервые деревня Ладышкино упоминается в окладных книгах за 1676 г., где в ней показано 
«помещиковых 4 двора, крестьянских 8 дворов, 4 двора бобыльских».
К 1891 г., по данным И. В. Добролюбова, деревня Ладышкино относилась к приходу Покровской церкви села Рубецкое и в ней насчитывалось 79 дворов.

## Транспорт
Деревня Ладышкино расположена поблизости от автомобильной дороги регионального значения Р125: «Ряжск — Касимов — Нижний Новгород».